# Белозем
Белозем (болг. Белозем) — село в Болгарии. Находится в Пловдивской области, входит в общину Раковски. Население составляет 3981 человек.

## Политическая ситуация
В местном кметстве Белозем, в состав которого входит Белозем, должность кмета (старосты) исполняет Иван  Петров Тачев (Болгарский земледельческий народный союз (БЗНС)) по результатам выборов.
Кмет (мэр) общины Раковски — Франц Генов Коков (коалиция партий: Граждане за европейское развитие Болгарии (ГЕРБ), национальное движение «Симеон Второй» (НДСВ)) по результатам выборов.